# Corbin Bernsen
Corbin Dean Bernsen (North-Hollywood, 7 september 1954) is een Amerikaans acteur. Hij speelde onder meer Arnie Becker in de televisieserie L.A. Law.
Bernsen speelde mee in meer dan 150 producties. Hij debuteerde ooit in de Elvis Presley-film Clambake, waarin hij een piepklein rolletje vertolkte. Buiten zijn werk aan L.A. Law speelde hij in films en had hij gastoptredens in onder meer The Nanny, JAG, Law & Order: Criminal Intent, NYPD Blue en Baywatch.
Bernsen vervult een vaste rol in de televisieserie Psych van USA Network. In Nederland is de serie te zien op Comedy Central. Zijn meest recente rol is die van John Durant in de serie General Hospital. Zijn moeder was de actrice Jeanne Cooper.

## Filmografie
- Clambake (1967) - Jongetje in speeltuin (niet op aftiteling)
- Three the Hard Way (1974) - Jongen
- ABC Afterschool Specials (televisieserie) - Strandwacht (afl. Blind Sunday, 1976)
- Eat My Dust (1976) - Roy Puire
- King Kong (1976) - Verslaggever (niet op aftiteling)
- Flying High (televisieserie) - Dan Ellison (afl. It Was Just One of Those Days, 1979)
- The Waltons (televisieserie) - Casey (afl. The Medal, 1980)
- S.O.B. (1981) - Rol onbekend
- Ryan's Hope (televisieserie) - Ken Graham (episode 16 maart 1984, episode 15 juni 1984, episode 18 juni 1984, episode 24 oktober 1985)
- Doubletake (televisiefilm, 1985) - Tennis Pro
- L.A. Law (televisieserie) - Arnie Becker (171 afl., 1986-1994)
- Dead Aim (1987) - Webster
- Hello Again (1987) - Jason Chadman
- Mickey's 60th Birthday (televisiefilm, 1988) - Arnie Becker
- Bert Rigby, You're a Fool (1989) - Jim Shirley
- Major League (1989) - Roger Dorn
- Disorganized Crime (1989) - Frank Salazar
- Breaking Point (televisiefilm, 1989) - Pike
- Anything But Love (televisieserie) - Dr. Jeff Ryan (afl. Bang You're Dead, 1989, niet op aftiteling)
- Star Trek: The Next Generation (televisieserie) - Q2 (afl. Deja Q, 1990)
- Dear John (televisieserie) - Blake McCarren (afl. Hole in One, 1990)
- Line of Fire: The Morris Dees Story (televisiefilm, 1991) - Morris Dees
- Out of This World (televisieserie) - Chad (afl. Evie Nightingale, 1991)
- Dead on the Money (televisiefilm, 1991) - Carter Matthews
- Shattered (1991) - Jeb Scott
- Grass Roots (televisiefilm, 1992) - Will Lee
- Frozen Assets (1992) - Zach Shepard
- Ring of the Musketeers (televisiefilm, 1992) - Harry
- Love Can Be Murder (televisiefilm, 1992) - Nick Peyton
- Final Mission (video, 1993) - Generaal Morgan Breslaw
- Fatal Inheritance (1993) - Woodward Dawes
- The Killing Box (1993) - Kolonel Nehemiah Strayn
- Roc (televisieserie) - Jim Larson (afl. The Millionaire Brother, 1993)
- Beyond Suspicion (televisiefilm, 1993) - Stan
- The Extraordinary (televisieserie) - Presentator (1993-1996)
- Guns of Honor (televisiefilm, 1994) - Brent Mallick
- The Soft Kill (1994) - Martin Lewis
- A Brilliant Disguise (1994) - Dr. Martin
- Temptress (1994) - Nick
- Trigger Fast (1994) - Brent Mallick
- I Know My Son Is Alive (televisiefilm, 1994) - Dr. Mark Elshant
- Major League II (1994) - Roger Dorn
- All-Star 25th Birthday: Stars and Street Forever! (televisiefilm, 1994) - Arnie
- Savage Land (1994) - Quint
- The New Age (1994) - Kevin Bulasky
- Where Are My Children? (televisiefilm, 1994) - Tom Scott
- Voices from Within (televisiefilm, 1994) - Mark Reichard
- Radioland Murders (1994) - Dexter Morris
- The Nanny (televisieserie) - Glen Mitchell (afl. Stock Tip, 1994)
- Aurora: Operation Intercept (1995) - Boordwerktuigkundige Murphy
- Baja (1995) - John Stone
- Someone to Die For (1995) - Jack Davis
- Cover Me (1995) - Andre Solloway
- Dangerous Intentions (1995) - Tom Williamson
- A Whole New Ballgame (televisieserie) - Brett Sooner (1995)
- In the Heat of the Night: By Duty Bound (televisiefilm, 1995) - Frank Cole
- Tales from the Hood (1995) - Duke Metger
- Tails You Live, Heads You're Dead (televisiefilm, 1995) - Neil Jones/Roy Francis Netter
- Murderous Intent (televisiefilm, 1995) - Brice
- Kounterfeit (1996) - Marty Hopkins
- Bloodhounds (televisiefilm, 1996) - Harrison Coyle
- Murder on the Iditarod Trail (televisiefilm, 1996) - Alex Jensen
- The Great White Hype (1996) - Peter Prince
- The Dentist (1996) - Dr. Alan Feinstone
- Inhumanoid (televisiefilm, 1996) - Foster Carver
- Bloodhounds II (televisiefilm, 1996) - Harrison Coyle
- Full Circle (televisiefilm, 1996) - Harrison Winslow
- The Cape (televisieserie) - USAF Kolonel Henry 'Bull' Eckert (17 afl., 1996-1997)
- Veronica's Video (televisiefilm, 1997) - Rol onbekend
- An American Affair (1997) - Dist. Atty. Sam Brady/Sen. John Crawford
- Blue Heat: The Case of the Cover Girl Murders (computerspel, 1997) - Andre Solloway (Stem)
- Tocuhed by an Angel (televisieserie) - Eric Weiss (afl. Angel of Death, 1997)
- Tidal Wave: No Escape (televisiefilm, 1997) - John Wahl
- Spacejacked (1997) - Barnes
- Menno's Mind (1997) - Felix Medina
- Beings (1998) - Rob Preston
- Loyal Opposition: Terror in the White House (televisiefilm, 1998) - Secret Service Agent John Gray
- Major League: Back to the Minors (1998) - Roger Dorn
- The Dentist 2 (1998) - Dr. Lawrence Caine/Dr. Alan Feinstone
- Riddler's Moon (televisiefilm, 1998) - George
- Recipe for Revenge (televisiefilm, 1998) - Dr. Chester Winnifield
- The Misadventures of Margaret (1998) - Art Turner
- Young Hearts Unlimited (televisiefilm, 1998) - Brian
- A Place Apart (televisiefilm, 1999) - Robert, Sr.
- The Unbelievables (televisiefilm, 1999) - Rol onbekend
- Kiss of a Stranger (1999) - Mason
- Tracey Takes On... (televisieserie) - Jack Dayton (afl. Dating, 1999)
- Two of Hearts (televisiefilm, 1999) - Bruce Saunders
- 7th Heaven (televisieserie) - Ted Grant (afl. Sometimes That's Just the Way It Is, 1999)
- Twice in a Lifetime (televisieserie) - Roger Stovall (afl. Death and Taxes, 1999)
- Nash Bridges (televisieserie) - Edward Jansen (afl. Trade Off, 1999)
- JAG (televisieserie) - Kapitein Owen Sebring (8 afl., 1999-2004)
- Kiler Instinct (2000) - Jennings Wilhite
- Rubbernecking (2000) - Mr. Jones
- Delicate Instruments (2000) - Sam Livingston
- Borderline Normal (2000) - Benjiman Walling
- Battery Park (televisieserie) - Michael (afl. Rabbit Punch, 2000)
- The Outer Limits (televisieserie) - Virgil Nygard (afl. Abaddon, 2000)
- Son of the Breach (televisieserie) - Big Red Johnson (afl. Miso Honei, 2000)
- Rangers (dvd, 2000) - Senator
- Yes, Dear (televisieserie) - Gary Walden (afl. Jimmy Gets a Job, 2000)
- Baywatch (televisieserie) - Barry Poe (afl. Ties That Bind, 2000)
- Judgment (2001) - Mitch Kendrick
- Fangs (2001) - Carl Hart
- The Tomorrow Man (2001) - Larry
- The West Wing (televisieserie) - Henry Shallick (afl. The Leadership Breakfast, 2001, Bartlet's Third State of the Union, 2001)
- V.I.P. (televisieserie) - Zack Henley (afl. Val in Carnation, 2001)
- Jack & Jill (televisieserie) - Paul Barrett (afl. Caution: Parents Crossing, 2001, Battle of the Bahamas, 2001)
- Final Payback (2001) - Burgemeester Richardson
- Citizen Baines (televisieserie) - Nicholas Tassler (afl. Three Days in November, 2001)
- Raptor (dvd, 2001) - Dr. Hyde
- Gentle Ben (televisiefilm, 2002) - Fog Benson
- L.A. Law: The Movie (televisiefilm, 2002) - Arnie Becker
- Atomic Twister (televisiefilm, 2002) - Sheriff C.B. Bishop
- Dead Above Ground (2002) - Mark Mallory
- Presidio Med (televisieserie) - Rol onbekend (afl. Milagros, 2002)
- I Saw Mommy Kissing Santa Claus (2002) - David Carver
- The Santa Trap (televisiefilm, 2002) - Chief Tom Spivak
- The Company You Keep (2003) - Poindexter
- Gentle Ben 2: Danger on the Mountain (televisiefilm, 2003) - Fog Benson
- Murder Investigation (televisieserie) - Richard Atkins (afl. All That Glitters, 2003)
- Love Comes Softly (televisiefilm, 2003) - Ben Graham
- The Commission (2003) - Rep. Gerald R. Ford
- The List (2004) - Rol onbekend
- Death and Texas (2004) - Rol onbekend
- Call Me: The Rise and Fall of Heidi Fleiss (televisiefilm, 2004) - Steve
- The Young and the Restless (televisieserie) - Father Todd Williams (episode 1.7878, 2004)
- They Are Among Us (televisiefilm, 2004) - Norbert
- Quiet Kill (2004) - Jerry Martin
- Miss Match (televisieserie) - Stu 'Dr. Love' Scott (afl. Divorce Happens, 2004)
- Third Watch (televisieserie) - Carter Savage (afl. Rat Bastard, 2004)
- NYPD Blue (televisieserie) - Bob Cavanaugh (afl. I Love My Wives, But Oh You Kid, 2004)
- General Hospital (televisieserie) - John Durant (2004-2006, afl. onbekend)
- Raging Sharks (dvd, 2005) - Capt. Riley
- Kiss Kiss Bang Bang (2005) - Harlan Dexter
- Palmetto Pointe (televisieserie) - Old Ballplayer (afl. All That You Can't Leave Behind, 2005)
- Ordinary Miracles (televisiefilm, 2005) - David Woodbury
- Law & Order: Criminal Intent (televisieserie) - William Hendry (afl. Prisoner, 2005)
- Carpool Guy (2005) - Michael
- Last Sunset (2006) - John Wayne
- Submission (dvd, 2006) - Max
- Boston Legal (televisieserie) - Advocaat Eli Granger (afl. ...There's Fire!, 2006)
- Cuts (televisieserie) - Jack Sherwood (12 afl., 2005-2006)
- The Naked Ape (2006) - Mr. Feldman
- Paid (2006) - William Montague
- Psych (televisieserie) - Henry Spencer (24 afl., 2006-2007)
- Pirate Camp (2007) - Hookbeard
- Donna on Demand (2007) - Ben Corbin
- Masters of Horror (televisieserie) - Ira (afl. Right to Die, 2007)
- Dead Air (2008) - Dr. F
- House of Fallen (2008) - Rowland
- The Russian Bride (2018)
- The Punisher (televisieserie) - Anderson Schultz (4 afl., 2019)
- The Resident (televisieserie) - Kyle Nevin (15 afl., 2019-2022)

- Biblioteca Nacional de España: XX1083746
- Bibliothèque nationale de France: cb14024255x (data)
- Gemeinsame Normdatei: 143753088
- International Standard Name Identifier: 0000 0001 1747 3128
- Library of Congress Control Number: no97032355
- Nationale Bibliotheek van Tsjechië: xx0306185
- Nationale Bibliotheek van Israël: 987009349385605171
- Système universitaire de documentation: 162173075
- Virtual International Authority File: 16829127
- WorldCat: E39PBJg8HvrmWPqC4HhjkKmGHC